# Чиле на Светском првенству у атлетици у дворани 2016.
Чиле је учествовао на Светском првенству у атлетици у дворани 2016. одржаном у Портланду (САД) од 17. до 20. марта.  У свом петнаестом учествовању репрезентацију Чилеа представљао је један атлетичар који се такмичио у трци на 1.500 метара.,
На овом првенству такмичар из Чилеа није освојио ниједну медаљу нити је остварио неки резултат.

## Учесници
Мушкарци:
- Иван Лопез — 1.500 м

## Резултати

### Мушкарци
| Атлетичар  | Дисциплина | Лични рекорд | Полуфинале | Полуфинале | Финале               | Финале       | Детаљи |
| Атлетичар  | Дисциплина | Лични рекорд | Резултат   | Место      | Резултат             | Место        | Детаљи |
| ---------- | ---------- | ------------ | ---------- | ---------- | -------------------- | ------------ | ------ |
| Иван Лопез | 1.500 м    | 3:39,39 НР   | 3:48,63    | 4. у гр. 1 | Није се квалификовао | 11 / 14 (15) |        |